# Szongsin Női Egyetem állomás
Szongsin (Seongsin) Női Egyetem állomás a szöuli metró 4-es vonalának és az Ui LRT-nek az állomása, mely Szöul Szongbuk-ku (Seongbuk-gu) kerületében található.
Az állomás a 2017 júliusában átadandó Ui LRT vonalat is kiszolgálja majd, átszállási lehetőséget biztosítva.

## Viszonylatok
| 4-es vonal                                               | 4-es vonal                | 4-es vonal                                              |
| -------------------------------------------------------- | ------------------------- | ------------------------------------------------------- |
| Kirum (Gireum) Tanggoge (Danggogae) felé                 | személy- és expresszvonat | Hanszong (Hanseong) Egyetem Anszan (Ansan) és Oido felé |
| Ui LRT                                                   |                           |                                                         |
| Csongnung (Jeongneung) Pukhanszan Ui (Bukhansan Ui) felé |                           | Pomun (Bomun) Sinszol-tong (Sinseol-dong) felé          |